# Motiv (Recht)
Das Motiv ist der Grund, welcher eine Person dazu bewegt, eine bestimmte straf- oder zivilrechtlich relevante Tat zu begehen.

## Strafrecht
Im Strafrecht ist das Motiv – im Gegensatz zur Absicht – kein Element der Straftat. Ein Tatmotiv muss also nicht bewiesen oder glaubhaft gemacht werden, um einen Angeklagten zu verurteilen. Jedoch bemühen sich Ankläger darum, ein Motiv zu begründen, um den Strafantrag zu untermauern. Auch wirkt das Motiv strafverschärfend, beziehungsweise strafmindernd.
Tatmotive können auch die (Anfangs-)Ermittlungen der Polizei begründen. Zum Beispiel können Personen, die von einer Straftat profitieren, befragt werden.
Nach einem Urteil des deutschen Bundesgerichtshofes ist ein fehlendes Tatmotiv ein Indiz für die Unschuld des Täters. Ein nicht erforschbares Motiv entlastet den Angeklagten jedoch nicht.

### Abgrenzung von derAbsicht
Die Rechtswissenschaft unterscheidet zwischen dem Tatmotiv und dem Vorsatz. Im Strafrecht ist der Vorsatz – das Ziel, welches der Täter verwirklichen will – Teil der mens rea, dem inneren, subjektiven Anteil der Straftatbestände. Eine erwiesene mens rea ist notwendige Voraussetzung für eine Verurteilung. Die mens rea kann sich auch in Wissen (zum Beispiel die Kenntnis von Mordplänen eines Freundes), Rücksichtslosigkeit oder Fahrlässigkeit äußern.
Dem gegenüber erklärt das Motiv, welche Lebenserfahrungen und Lebensumstände den Täter dazu bewegen, eine Tat zu begehen. Tatmotive können dementsprechend sehr vielfältig ausfallen: Mitleid, Ehrgeiz, Eifersucht, Gerechtigkeit, Dankbarkeit, Gruppendruck, sexuelle Befriedigung, Einsamkeit, Streben nach Anerkennung...

### Die Bewertung des Motivs
Aus zwei Blickwinkeln wird kritisiert, dass Strafgerichte das Tatmotiv in die Bemessung der Strafe einfließen lassen:
- Der Täter kann die Motive, die seine Handlungen prägen, manchmal nicht kontrollieren. Ein Beispiel dafür ist eine psychische Erkrankung des Täters.
- Der Staat ist zu Neutralität verpflichtet und darf Bürger nicht moralisch bewerten. Aus welchem Grund jemand eine Straftat begeht, ist nicht relevant – solange durch die Strafe das entsprechende Rechtsgut geschützt wird.

Das Tatmotiv kann auf vier Arten die strafrechtliche Schuld beeinflussen:
- Eine sonst straffreie Tat wird mit einem geächteten Motiv begangen, wodurch die Tat strafbar wird. Zum Beispiel ist in Kalifornien der Besitz von Werkzeugen strafbar, sofern er durch spätere Hauseinbrüche motiviert ist.
- Eine sonst strafbare Tat wird mit einem achtbaren Motiv begangen, wodurch sie straffrei wird. Bäume für eine Brandschneise zu fällen, während ein Waldbrand wütet, ist straffrei – dieselben Bäume aus Rache gegen einen Waldbesitzer zu fällen, hingegen nicht.
- Das Strafmaß wird verschärft, wenn bestimmte Motive vorliegen. Tötungsdelikte etwa gehen mit einer längeren Haftstrafe einher, wenn die Tat aus besonders niederträchtigen Gründen begangen wurden – zum Beispiel, wenn ein Tatverdächtiger einen Zeugen tötet.
- Die Strafbemessung wird gemildert, wenn achtbare Motive vorliegen.

## Zivilrecht
Im Vertragsrecht existiert der sogenannte Motivirrtum. Der Unterzeichner jedes Vertrages geht von bestimmten Tatsachen und Sachverhalten aus, ohne die er den Vertrag nicht unterzeichnen würde. Zum Beispiel benötigt ein Stellenbewerber eine bestimmte Bescheinigung, um die Arbeit auszuüben. Erkennt der Arbeitgeber, dass diese Bescheinigung aber tatsächlich nicht vorliegt, ist der Vertrag für den Arbeitgeber nicht mehr verbindlich. Es liegt ein sogenannter Grundlagenirrtum vor: Wären dem Arbeitgeber die Tatsachen bekannt gewesen, hätte er kein Motiv gehabt, den Bewerber zu berücksichtigen.
Ein reiner Motivirrtum hingegen – die unterzeichnende Person kennt den wahren Beweggrund des Vertragspartners nicht – führt jedoch nicht zur Unwirksamkeit des Vertrages. Als Beispiel dafür dient etwa ein Autoverkäufer, der davon ausgeht, dass der Käufer das Auto benutzen wird – obwohl dieser tatsächlich einen Ersatzteilspender sucht.
Im deutschen BGB findet sich die Vorschrift zum Motivirrtum in § 119:
(1) Wer bei der Abgabe einer Willenserklärung über deren Inhalt im Irrtum war oder eine Erklärung dieses Inhalts überhaupt nicht abgeben wollte, kann die Erklärung anfechten, wenn anzunehmen ist, dass er sie bei Kenntnis der Sachlage und bei verständiger Würdigung des Falles nicht abgegeben haben würde.
(2) Als Irrtum über den Inhalt der Erklärung gilt auch der Irrtum über solche Eigenschaften der Person oder der Sache, die im Verkehr als wesentlich angesehen werden.
Das schweizerische Obligationenrecht:
Art. 23: Der Vertrag ist für denjenigen unverbindlich, der sich beim Abschluss in einem wesentlichen Irrtum befunden hat.
Art. 24 Abs. 2: Bezieht sich dagegen der Irrtum nur auf den Beweggrund zum Vertragsabschlusse, so ist er nicht wesentlich.